# NF (репер)
Натан Джон Фойерштайн(англ. Nathan John Feuerstein) — американський репер, співак, автор пісень і продюсер, відоміший за ініціалами NF (також часто стилізовано як ИF). Він випустив два мініальбоми: I'm Free (2012) і NF у 2014 році з Capitol CMG. Його перший студійний альбом Mansion у співпраці з великим лейблом вийшов 31 березня 2015 року. Його другий студійний альбом Therapy Session вийшов 22 квітня 2016 року та досяг 12 місця в американському чарті Billboard 200. Його альбоми отримали декілька відзнак, серед яких Gospel Music Association Dove Award за Реп/Хіп-Хоп альбом року (Therapy Session).
Основна популярність виконавцю прийшла у 2017 році з альбомом Perception, що посів перше місце в чартах США та став платиновим, тоді як його третій сингл, Let You Down, досяг дванадцятого місця в американському чарті Billboard Hot 100 і увійшов до десятки світових хітів. Він досяг аналогічного комерційного успіху із його продовженням The Search (2019).

## Біографія
Народився 30 березня 1991 року у Гладвіні, Мічиган, США. Після розлучення батьків, Натан протягом деякого часу жив з матір'ю та її хлопцем, який знущався з нього, тому згодом йому довелося переїхати до батька. Коли його матір померла від передозування ліками, NF присвятив їй пісню «How Could You Leave Us» (2009). 2009 року закінчив Гладвінську середню школу, де грав у баскетбольній команді. Розпочав свою музичну кар'єру після виступу на «Фестивалі витончених мистецтв», який частково організувала Церква Єднання у Кетоні, Мічиган.
2014 року за підтримки студії звукозапису «Capitol CMG» виконавець опублікував міні-альбом «NF», який став його проривом та потрапив до хіт-параду «Billboard». Наступні три альбоми — «Mansion» (2015), «Therapy Session» (2016) та «Perception» (2017) — дебютували на першій сходинці хіт-параду Billboard 200. Окрім того, виконавець здобув світову славу завдяки синглу «Let You Down», який потрапив до міжнародних хіт-парадів та тричі ставав платиновим.
2018 року виконавець випустив два поза альбомні сингли: «No Name» та «WHY». 30 травня 2019 року світ побачив відеокліп на трек «The Search», який має увійти до однойменного альбому, презентація якого запланована на 26 липня 2019 року.

## Стиль та впливи
Виконавиць стверджує, що найбільший вплив на його музичну кар'єру здійснив Eminem (в певний період свого життя слухав тільки його треки). Музичний стиль NF порівнюють з творчістю таких виконавців як: Eminem, Logic та Machine Gun Kelly. Хоча його музичне виховання не обійшлось без християнського хіп-хопу, Фойєрстейн заперечує своє відношення до цього жанру: «Я християнин, але не створюю християнської музики. Тобі не вдасться достукатись до кожного, використовуючи тільки одну точку зору. Я пишу про речі, з якими маю справу. Не обов'язково бути християнином, щоб їх зрозуміти».

## Особисте життя
У вересні 2018 року одружився з Бріджет Доремус. 13 серпня 2021 року у подружжя народився син, Бекам Джон Фейерштейн.